# 柏皇氏
柏皇氏（はくおうし、拼音: bǎihuáng shì）は、古国時代の時期に中華を支配したとされる伝説上の氏族である。柏黄、柏篁とも呼ばれた。また、舞陽県と西平県の境界周辺にあった柏国のルーツとされる。

## 概要
柏皇氏は、現在の西平県南部に位置した柏城を根拠としており、風姓であったとされる。柏城の跡地には現在、柏城街道が存在している。
伏顕（ふっけん）は大庭氏随象の失政の後、新しい帝王として推戴され、現在の遂平県にあった遂城を都とした。34年間統治したとされる。可塑・郁莟・佘蓄も33年間、31年間、58年間にわたって同様に治めたが、佘蓄の時に災害が増加し、老齢であり対応が困難であったとされる。しかし、引退要求が出る事はなく、死後になって中央氏が継いだ。なお、可塑以外は女であったとされる。

## その後
柏皇氏の末裔は柏国を建てたとされる。柏国の君主は姞姓柏氏を名乗り、子爵であったが、影響を強めていた楚に滅ぼされた。滅亡時期は不明である。